# Onesia chuanxiensis
Onesia chuanxiensis este o specie de muște din genul Onesia, familia Calliphoridae, descrisă de Chen și Fan în anul 1993.
Este endemică în Sichuan. Conform Catalogue of Life specia Onesia chuanxiensis nu are subspecii cunoscute.